# بوب أوينز
بوب أوينز (بالإنجليزية: Bob Owens)‏ هو لاعب كرة قدم أمريكية أمريكي، ولد في عقد 1930.